# Eurobowl
Eurobowl är finalen i Big6 som är den högsta ligan i Europa för amerikansk fotboll. Före 2014 var det finalen för European Football League som då var högsta ligan i Europa. 

## Eurobowl genom åren
| Match  | År   | Spelplats         | Mästare                       | Finalmotståndare              | Matchresultat |
| ------ | ---- | ----------------- | ----------------------------- | ----------------------------- | ------------- |
| I      | 1986 | Amsterdam         | Taft Vantaa                   | Bologna Doves                 | 16-2          |
| II     | 1988 | London            | Helsinki Roosters             | Amsterdam Crusaders           | 35-14         |
| III    | 1989 | Milano            | Legnano Frogs                 | Amsterdam Crusaders           | 27-23         |
| IV     | 1990 | Rimini            | Manchester Spartans           | Legnano Frogs                 | 34-22         |
| V      | 1991 | Offenbach         | Amsterdam Crusaders           | Berlin Adler                  | 21-20         |
| VI     | 1992 | Uppsala           | Amsterdam Crusaders           | Giaguari Torino               | 42-24         |
| VII    | 1993 | Bryssel           | London Olympians              | Amsterdam Crusaders           | 34-22         |
| VIII   | 1994 | Stuttgart         | London Olympians              | Bergamo Lions                 | 26-23         |
| IX     | 1995 | Stuttgart         | Düsseldorf Panther            | London Olympians              | 21-14         |
| X      | 1996 | Stuttgart         | Hamburg Blue Devils           | Aix-en-Provence Argonautes    | 21-14         |
| XI     | 1997 | Stuttgart         | Hamburg Blue Devils           | Bologna Phoenix               | 35-14         |
| XII    | 1998 | Hamburg           | Hamburg Blue Devils           | Paris Flash                   | 38-19         |
| XIII   | 1999 | Hamburg           | Braunschweig Lions            | Hamburg Blue Devils           | 27-23         |
| XIV    | 2000 | Hamburg           | Bergamo Lions                 | Hamburg Blue Devils           | 42-20         |
| XV     | 2001 | Wien              | Bergamo Lions                 | Chrysler Vienna Vikings       | 28-11         |
| XVI    | 2002 | Braunschweig      | Bergamo Lions                 | Braunschweig Lions            | 27-20         |
| XVII   | 2003 | Braunschweig      | Braunschweig Lions            | Chrysler Vienna Vikings       | 21-14         |
| XVIII  | 2004 | Wien              | Chrysler Vienna Vikings       | Bergamo Lions                 | 53-20         |
| XIX    | 2005 | Wien              | Chrysler Vienna Vikings       | Bergamo Lions                 | 29-6          |
| XX     | 2006 | Wien              | Dodge Vienna Vikings          | La Courneuve Flash            | 41-9          |
| XXI    | 2007 | Wien              | Dodge Vienna Vikings          | Marburg Mercenaries           | 70-19         |
| XXII   | 2008 | Innsbruck         | Swarco Tirol Raiders          | Raiffeisen Vikings Vienna     | 28-24         |
| XXIII  | 2009 | Innsbruck         | Swarco Tirol Raiders          | La Courneuve Flash            | 30-19         |
| XXIV   | 2010 | Wien              | Berlin Adler                  | Raiffeisen Vikings Vienna     | 34-21         |
| XXV    | 2011 | Innsbruck         | Swarco Tirol Raiders          | Berlin Adler                  | 27-12         |
| XXVI   | 2012 | Vaduz             | Calanda Broncos               | Raiffeisen Vikings Vienna     | 27-14         |
| XXVII  | 2013 | Innsbruck         | Raiffeisen Vikings Vienna     | Swarco Tirol Raiders          | 37-14         |
| XXVIII | 2014 | Berlin            | Berlin Adler                  | New Yorker Lions Braunschweig | 20-17         |
| XXIX   | 2015 | Braunschweig      | New Yorker Lions Braunschweig | Schwäbisch Hall Unicorns      | 24-14         |
| XXX    | 2016 | Innsbruck         | New Yorker Lions Braunschweig | Swarco Tirol Raiders          | 35-21         |
| XXXI   | 2017 | Frankfurt am Main | New Yorker Lions Braunschweig | Frankfurt Universe            | 55-14         |
| XXXII  | 2018 | Frankfurt am Main | New Yorker Lions Braunschweig | Frankfurt Universe            | 20-19         |
| XXXIII | 2019 | Potsdam           | Potsdam Royals                | Amsterdam Crusaders           | 62-12         |